# Collège De La Salle (Buenos Aires)
Pour les articles homonymes, voir l'article sur les Frères des écoles chrétiennes.

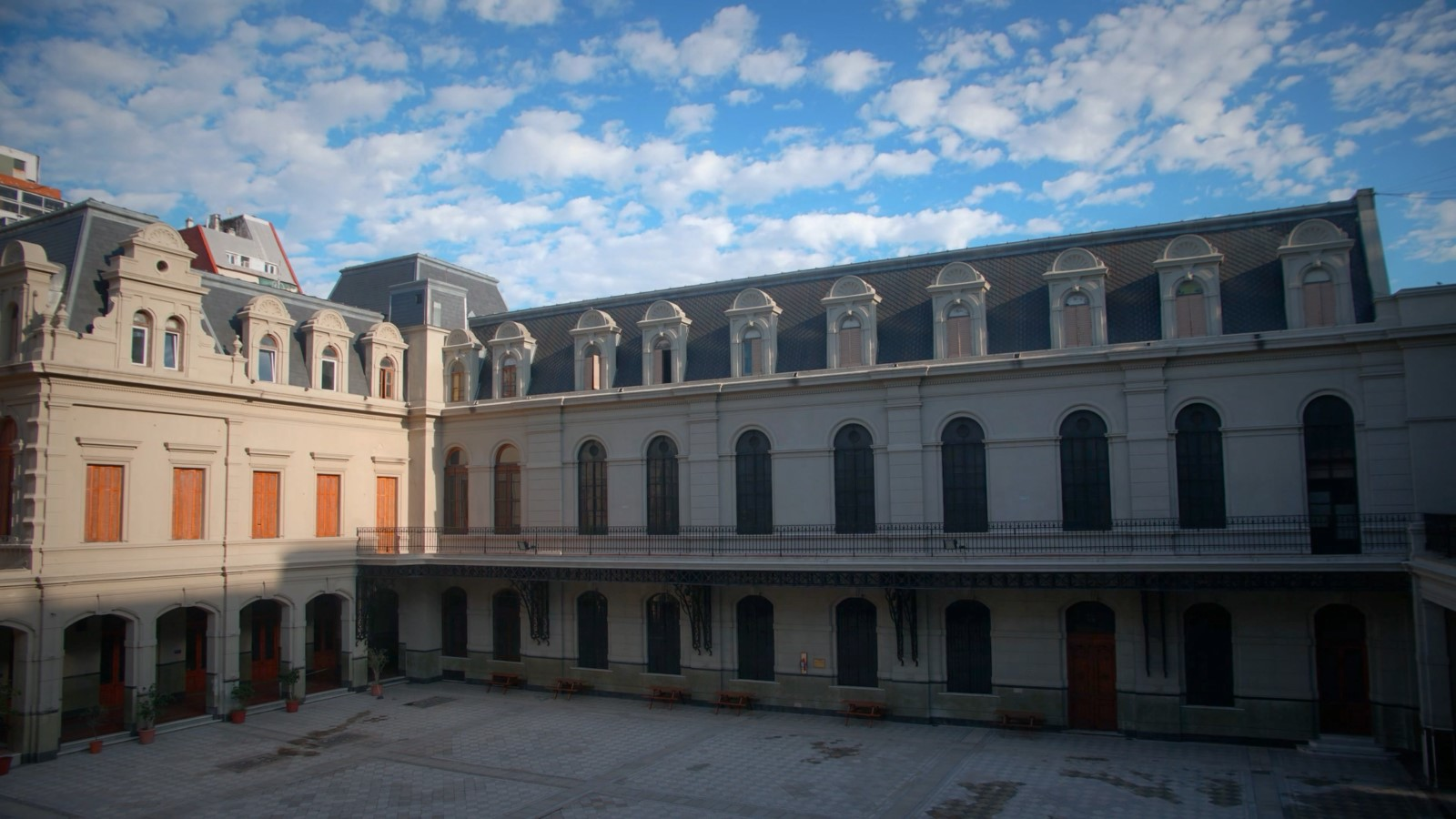
Construction à la française, conçue par le frère Damián et construite entre 1890 et 1899, dans le quartier Balvanera, à l'est de Buenos Aires, Argentine.

Le Collège De La Salle de Buenos Aires est une institution argentine d'enseignement primaire et secondaire des Frères des écoles chrétiennes, fondée en 1891.
L’Académie française lui décerne le prix Verrière en 1935.

## Élèves célèbres
- Juan Carlos Aramburu
- Enrique Ernesto Shaw
- Dalmacio Sobrón
- Agustín Pardella